# Шпанија на Светском првенству у атлетици на отвореном 2013.
Шпанија је учествовала на 14. Светском првенству у атлетици на отвореном 2013. одржаном у Москви од 10. до 18. августа четрнаести пут, односно учествовала је на свим првенствима до данас. Шпанија је пријавила 45 учесника (34 мушкарац и 11 жена) али у стартним листама нема Arturo Casado (трка на 1.500 м), Abdelaziz Merzougui (3.000 м препреке), Alejandro Rodriguez (трка на 800 м) и Isabel Macias (трка на 1.500 м) тако да је репрезентацију Шпаније представљало 41 учесник (31 мушкарац и 10 жена) који су се такмичили у 17 дисциплина.,
На овом првенству Шпанија је по броју освојених медаља дели 31. место са две освојене медаље (две бронзане). Поред медаља, Шпанија је остварила и следеће резултате: два национална рекорда, један национални рекорд сезоне, један лични рекорд и седам личних рекорда сезоне. У табели успешности према броју и пласману такмичара који су учествовали у финалним такмичењима (првих 8 такмичара) Шпанија је са 5 учесника у финалу делила 17. место са 24 бода.
| Плас. | Земља   | 1. место | 2. место | 3. место | 4. место | 5. место | 6. место | 7. место | 8. место | Бр. финал. | Бод. |
| ----- | ------- | -------- | -------- | -------- | -------- | -------- | -------- | -------- | -------- | ---------- | ---- |
| =17.  | Шпанија | 0        | 2        | 1        | 1        | 1        | 0        | 0        | 0        | 5          | 24   |

## Учесници
| Мушкарци: - Анхел Давид Родригез — 100 м, 4х100 м - Брунио Ортелано — 200 м, 4х100 м - Серхио Руиз — 200 м, 4х100 м - Луис Алберто Марко — 800 м - Кевин Лопез — 800 м - Давид Бустос — 1.500 м - Алемајеху Безабех — 5.000 м - Серхио Санчез — 5.000 м - Хавијер Гера — Маратон - Ayam Lamdassem — Маратон - Анхел Муљера — 3.000 м препреке - Себастијан Мартос — 3.000 м препреке - Роберто Алаиз — 3.000 м препреке - Мигел Анхел Лопез — 20 км ходање - Алваро Мартин — 20 км ходање - Francisco Arcilla — 20 км ходање - Хесус Анхел Гарсија — 50 км ходање - Клаудио Виљануева — 50 км ходање - Хосе Игнацио Дијаз — 50 км ходање - Едуард Вилес — 4х100 м - Adrià Burriel — 4х100 м - Roberto Briones — 4х400 м - Самуел Гарсија — 4х400 м - Mark Ujakpor — 4х400 м - Марк Фрадера — 4х400 м - Игор Бичков — Скок мотком - Еусебио Касерес — Скок удаљ - Борја Вивас — Бацање кугле - Франк Касањас — Бацање диска - Марио Пестано — Бацање диска - Хавијер Сјенфуегос — Бацање кладива | Жене: - Аури Бокеса — 400 м - Наталија Родригез — 1.500 м - Долорес Чека — 5.000 м - Алесандра Агилар — Маратон - Дијана Мартин — 3.000 м препреке - Беатриз Пасквал — 20 км ходање - Јулија Такач — 20 км ходање - Lorena Luaces — 20 км ходање - Рут Беитија — Скок увис - Урсула Руис — Бацање кугле |  |

## Освајачи медаља

### Бронза (2)
- Мигел Анхел Лопез — 20 км ходање
- Рут Беитија — Скок увис

## Резултати

### Мушкарци
| Атлетичар                                                                      | Дисциплина       | Лични рекорд        | Предтакмичење     | Предтакмичење     | Квалификације         | Квалификације        | Полуфинале            | Полуфинале           | Финале                 | Финале       | Детаљи         |
| Атлетичар                                                                      | Дисциплина       | Лични рекорд        | Резултат          | Место             | Резултат              | Место                | Резултат              | Место                | Резултат               | Место        | Детаљи         |
| ------------------------------------------------------------------------------ | ---------------- | ------------------- | ----------------- | ----------------- | --------------------- | -------------------- | --------------------- | -------------------- | ---------------------- | ------------ | -------------- |
| Анхел Давид Родригез                                                           | 100 м            | 10,14 (+1,7 м/с) НР | слободан          | слободан          | 10,23                 | 4. у гр 5            | Није се квалификовао  | Није се квалификовао | Није се квалификовао   | 25 / 76      |                |
| Брунио Ортелано                                                                | 200 м            | 20,58               |                   |                   | 20,47 КВ, НР          | 2. у гр 3            | 20,55                 | 5. у гр 2            | Није се квалификовао   | 16 / 55 (56) |                |
| Серхио Руиз                                                                    | 200 м            | 20,51 НР            | 20,88             | 5. у гр 6         | Није се квалификовао  | Није се квалификовао | Није се квалификовао  | 30 / 55 (56)         |                        |              |                |
| Луис Алберто Марко                                                             | 800 м            | 1:45,14             | 1:46,40 кв        | 4. у гр 2         | 1:46,75               | 5. у гр 2            | Нису се квалификовали | 18 / 47 (49)         |                        |              |                |
| Кевин Лопез                                                                    | 800 м            | 1:43,74 НР          | 1:46,61 кв        | 4. у гр 2         | 1:52,93               | 7. у гр 1            | Нису се квалификовали | 22 / 47 (49)         |                        |              |                |
| Давид Бустос                                                                   | 1.500 м          | 3:34,77             | 3:41,69           | 11. у гр 1        | Није се квалификовао  | Није се квалификовао | Није се квалификовао  | 30 / 37 (38)         |                        |              |                |
| Алемајеху Безабех                                                              | 5.000 м          | 12:57,25 НР         | 13:34,68          | 9. у гр 2         |                       |                      | Нису се квалификовали | 18 / 47 (49)         |                        |              |                |
| Серхио Санчез                                                                  | 5.000 м          | 13:12,97            | 13:52,05          | 14. у гр 1        | 22 / 47 (49)          |                      | Нису се квалификовали |                      |                        |              |                |
| Хавијер Гера                                                                   | Маратон          | 2:12:21             |                   |                   |                       |                      |                       |                      | 2:14:33                | 15 / 33 (34) |                |
| Ayam Lamdassem                                                                 | Маратон          | 2:09:28             | Није завршио трку | Није завршио трку |                       |                      |                       |                      |                        |              |                |
| Анхел Муљера                                                                   | 3.000 м препреке | 8:13,71             |                   |                   | 8:19,26 кв, ЛРС       | 1. у гр 1            |                       |                      | 8:20,93                | 11 / 37 (38) | [ мртва веза ] |
| Себастијан Мартос                                                              | 3.000 м препреке | 8:22,97             | 8:32,63           | 10. у гр 3        | Нису се квалификовали | 25 / 37 (38)         | [ мртва веза ]        |                      |                        |              |                |
| Роберто Алаиз                                                                  | 3.000 м препреке | 8:15,89             | 8:33,32           | 8. у гр 2         | Нису се квалификовали | 26 / 37 (38)         | [ мртва веза ]        |                      |                        |              |                |
| Мигел Анхел Лопез                                                              | 20 км ходање     | 1:19:49             |                   |                   |                       |                      |                       |                      | 1:21:21 ЛРС            |              |                |
| Алваро Мартин                                                                  | 20 км ходање     | 1:22:12             | 1:25:12           | 24 / 52 (64)      |                       |                      |                       |                      |                        |              |                |
| Francisco Arcilla                                                              | 20 км ходање     | 1:22:12             | 1:29:38           | 44 / 52 (64)      |                       |                      |                       |                      |                        |              |                |
| Хесус Анхел Гарсија                                                            | 50 км ходање     | 3:39:54             | 3:46:44 ЛРС       | 12 / 46 (61)      |                       |                      |                       |                      |                        |              |                |
| Клаудио Виљануева                                                              | 50 км ходање     | 3:38:45             | 3:50:29 ЛР        | 18 / 46 (61)      |                       |                      |                       |                      |                        |              |                |
| Хосе Игнацио Дијаз                                                             | 50 км ходање     | 3:51:09             | 3:58:26           | 34 / 46 (61)      |                       |                      |                       |                      |                        |              |                |
| Едуард Вилес Серхио Руиз2 Бруно Ортелано2 Анхел Давид Родригез2 Adrià Burriel* | 4 х 100 м        | 38,60 НР            |                   |                   | 38,46 НР              | 4. у гр 1            |                       |                      | Нису се квалификовали' | 9 / 22 (23)  |                |
| Roberto Briones Самуел Гарсија Mark Ujakpor Марк Фрадера                       | 4 х 400 м        | 3:01,42 НР          | 3:04,07 НРС       | 6. у гр 1         | 16 / 22 (23)          |                      |                       |                      | Нису се квалификовали' |              |                |
| Игор Бичков                                                                    | Скок мотком      | 5,65                | Без пласмана      | Без пласмана      | Није се квалификовао  | Није се квалификовао |                       |                      |                        |              |                |
| Еусебио Касерес                                                                | Скок удаљ        | 8,37                | 8,25 КВ           | 1. у гр Б         | 8,26                  | 4 / 28 (29)          |                       |                      |                        |              |                |
| Борја Вивас                                                                    | Бацање кугле     | 20,63               | 18,97             | 12. у гр Б        | Није се квалификовао  | 23 / 29              |                       |                      |                        |              |                |
| Франк Касањас                                                                  | Бацање диска     | 67,91               | 63,17 кв          | 4. у гр Б         | 62,89                 | 9 / 30               |                       |                      |                        |              |                |
| Марио Пестано                                                                  | Бацање диска     | 69,50 НР            | 62,80 кв          | 5. у гр А         | 61,88                 | 12 / 30              |                       |                      |                        |              |                |
| Хавијер Сјенфуегос                                                             | Бацање кладива   | 76,71 НР            | 70,79             | 12. у гр А        | Није се квалификовао  | 25 / 27 (29)         |                       |                      |                        |              |                |

- Атлетичар у штафети означен звездицом био је резерва и није учествовао у трци штафете.
- Атлетичар означен бројем учествовао је у више дисциплина.

### Жене
| Атлетичарка       | Дисциплина       | Лични рекорд | Квалификације   | Квалификације | Полуфинале            | Полуфинале   | Финале                | Финале       | Детаљи |
| Атлетичарка       | Дисциплина       | Лични рекорд | Резултат        | Место         | Резултат              | Место        | Резултат              | Место        | Детаљи |
| ----------------- | ---------------- | ------------ | --------------- | ------------- | --------------------- | ------------ | --------------------- | ------------ | ------ |
| Аури Бокеса       | 400 м            | 51,77        | 52,44 КВ        | 4. у гр. 5    | 51,94                 | 6. у гр. 3   | Нису се квалификовале | 17 / 35 (36) |        |
| Наталија Родригез | 1.500 м          | 3:59,51 НР   | 4:08,44 КВ      | 5. у гр. 3    | 4:09,18               | 8. у гр. 2   | Нису се квалификовале | 20 / 36 (37) |        |
| Долорес Чека      | 5.000 м          | 14:46,30     | 15:43,73 кв     | 7. у гр. 1    |                       |              | 15:30,42              | 17 / 21 (22) |        |
| Алесандра Агилар  | Маратон          | 2:27:00      |                 |               |                       |              | 2:32:38               | 5 / 46 (72)  |        |
| Дијана Мартин     | 3.000 м препреке | 9:35.77      | 9:39,22 кв, ЛРС | 8. у гр. 2    |                       |              | 9:38,30 ЛРС           | 11 / 27 (29) |        |
| Беатриз Пасквал   | 20 км ходање     | 1:27:44      |                 |               |                       |              | 1:29:00 ЛРС           | 6 / 56 (62)  |        |
| Јулија Такач      | 20 км ходање     | 1:28:44      | 1:29:25         | 9 / 56 (62)   |                       |              |                       |              |        |
| Lorena Luaces     | 20 км ходање     | 1:31:32      | 1:31:43 ЛРС     | 18 / 56 (62)  |                       |              |                       |              |        |
| Рут Беитија       | Скок увис        | 2,02 НР      | 1,92 кв         | 1. у гр Б     |                       |              | 1,97                  |              |        |
| Урсула Руис       | Бацање кугле     | 17,99        | 17,14           | 11. у гр Б    | Није се квалификовала | 23 / 29 (30) |                       |              |        |